# El Tzay
El Tzay es una localidad del estado mexicano de Chiapas. Es parte del municipio de Oxchuc.

## Demografía
| Gráfica de evolución demográfica |
|                                  |

| Censo | Población |
| ----- | --------- |
| 1921  | 112       |
| 1930  | 60        |
| 1940  | 52        |
| 1950  | 57        |
| 1960  | 600       |
| 1970  | 174       |
| 1980  | 1 052     |
| 1990  | 1 300     |
| 2000  | 1 619     |
| 2010  | 1 594     |
| 2020  | 2 000     |